# Tau Persei
Tau Persei (18 Persei) é uma estrela na direção da constelação de Perseus. Possui uma ascensão reta de 02h 54m 15.46s e uma declinação de +52° 45′ 45.0″. Sua magnitude aparente é igual a 3.93. Considerando sua distância de 248 anos-luz em relação à Terra, sua magnitude absoluta é igual a −2.19. Pertence à classe espectral G4III.... É uma estrela variável algol.